# Verbindlichkeit (Sozialverhalten)
Verbindlichkeit ist ein Sozialverhalten zwischen Menschen. Man kann sie als eine Tugend auffassen; sie war und ist eine soziale Norm (in einigen Gesellschaften beziehungsweise bei einigen gesellschaftlichen Gruppen mehr als bei anderen). 
Verbindlichkeit bezeichnet die Konsequenz, Ausdauer beziehungsweise Standhaftigkeit, mit der eine Person – teils unter widrigen Umständen – zu einer Zusage oder Absichtserklärung (zusammenfassend „Versprechen“ genannt) steht, die sie einer anderen Person oder anderen Personen gemacht hat. Sie wird entweder bis zu ihrer Verwirklichung verfolgt oder klar widerrufen (siehe auch Salvatorische Klausel: etwas teilweise Undurchführbares so weit wie möglich anstreben). 
Sie gilt vielen als zwingende Voraussetzung für einen fairen und korrekten Umgang miteinander und impliziert Verlässlichkeit. Im übertragenen Sinne wird folglich Verbindlichkeit auch mit einer zuvorkommenden Freundlichkeit gleichgesetzt.
Im rechtlichen Bereich bedingt Verbindlichkeit, dass zugesagte Eigenschaften oder Bestandteile tatsächlich vorhanden sind (Gewährleistung) und Leistungen selbstständig fristgerecht zum vereinbarten Preis ohne Nachforderung erbracht werden (Verbindliches Handeln). Dieses Handeln (oder Lassen) kann bei höherer Gewalt unmöglich oder unzumutbar werden.

## Moral
Sitten und Tabus haben eine gewisse Verbindlichkeit.   
Sitte kann man definieren als der durch moralische Werte, Regeln und Normen bedingte, in einer bestimmten sozialen Gruppe oder Gemeinschaft übliche und für den Einzelnen dann als verbindlich geltende Wertekanon (vergleiche Ferdinand Tönnies, Die Sitte, 1908). Siehe hierzu auch Verbindlichkeit (Recht und Moral).